# Elección para gobernador de Nueva York de 2022

La elección para gobernador de Nueva York de 2022 se llevó a cabo el 8 de noviembre.

## Contexto
La gobernadora demócrata titular Kathy Hochul buscaba ser elegida para un mandato completo en 2022. Hochul fue elegida vicegobernadora en 2014 y 2018 y se convirtió en gobernadora en agosto de 2021 tras la renuncia del por entonces gobernador Andrew Cuomo.
Por otro lado, el representante de Estados Unidos Lee Zeldin fue elegido candidato republicano para la gobernación, y recibió el apoyo de los líderes del partido del estado.
En estas elecciones a Gobernador del Estado de Nueva York de 2022 se dieron unos de los resultados más ajustados desde las elecciones a Gobernador de Nueva York desde 1994. En esta ocasión la candidata Demócrata logró 3140415 votos y un 53,1% del voto popular y el candidato Republicano logró 2762581 votos siendo un 46,8% del apoyo popular. Siendo una diferencia de 377834 votos y 6,3 puntos porcentuales. Mostrándose una tendencia estable en los últimos años del apoyo al partido demócrata (salvo en 2018 donde tuvo un aumento fuerte del apoyo popular) y un aumento sostenido del apoyo republicano en cada elección desde el año 2006.

## Primaria demócrata

### Candidatos declarados
- Kathy Hochul, gobernadora en funciones.[2]
- Thomas Suozzi.[3]
- Jumaane Williams.[4]

### Resultados
| Candidatos                                                                                     | Votos   | %     |
| ---------------------------------------------------------------------------------------------- | ------- | ----- |
|                                                                                                | Votos   | %     |
| Kathy Hochul                                                                                   | 607,928 | 67,64 |
| Jumaane Williams                                                                               | 173,872 | 19,35 |
| Thomas Suozzi                                                                                  | 116,972 | 13,01 |
|                                                                                                |         |       |
| Total                                                                                          | 898,772 | 100   |
|                                                                                                |         |       |
| Fuente: New York State Board of Elections Archivado el 13 de enero de 2023 en Wayback Machine. |         |       |

## Primaria republicana

### Candidatos declarados
- Rob Astorino.[5]
- Andrew Giuliani.[6]
- Harry Wilson.[7]
- Lee Zeldin.[8]

### Resultados
| Candidatos                                                                                     | Votos   | %     |
| ---------------------------------------------------------------------------------------------- | ------- | ----- |
|                                                                                                | Votos   | %     |
| Lee Zeldin                                                                                     | 196,874 | 43,62 |
| Andrew Giuliani                                                                                | 103,267 | 22,88 |
| Rob Astorino                                                                                   | 84,464  | 18,71 |
| Harry Wilson                                                                                   | 66,736  | 14,79 |
|                                                                                                |         |       |
| Total                                                                                          | 451,341 | 100   |
|                                                                                                |         |       |
| Fuente: New York State Board of Elections Archivado el 13 de enero de 2023 en Wayback Machine. |         |       |

## Resultados

### Generales
| Elección para gobernador de Nueva York 2022                    | Elección para gobernador de Nueva York 2022 | Elección para gobernador de Nueva York 2022 | Elección para gobernador de Nueva York 2022 | Elección para gobernador de Nueva York 2022 |
| Partido                                                        | Partido                                     | Candidato                                   | Votos                                       | %                                           |
| -------------------------------------------------------------- | ------------------------------------------- | ------------------------------------------- | ------------------------------------------- | ------------------------------------------- |
|                                                                | Demócrata                                   | Kathy Hochul                                | 3,140,415                                   | 53,20                                       |
|                                                                | Republicano                                 | Lee Zeldin                                  | 2,762,581                                   | 46,80                                       |
|                                                                |                                             |                                             |                                             |                                             |
| Total                                                          | Total                                       | Total                                       | 5,902,996                                   | 100                                         |
|                                                                |                                             |                                             |                                             |                                             |
| Fuente: The New York Times: New York Governor Election Results |                                             |                                             |                                             |                                             |

### Por condado
| Condado      | Hochul (D) | Hochul (D) | Zeldin (R) | Zeldin (R) | Escritos | Escritos | Total     |       |         |
| Condado      | Votos      | %          | Votos      | %          | Escritos | Escritos | Total     | Votos | %       |
| ------------ | ---------- | ---------- | ---------- | ---------- | -------- | -------- | --------- | ----- | ------- |
| Condado      | Albany     | 69,006     | 58,59      | 47,532     | 40,36    | 385      | Total     | 0,33  | 117,783 |
| Allegany     | 3,776      | 24,14      | 11,752     | 75,12      | 46       | 0,29     | 15,644    |       |         |
| Bronx        | 148,817    | 76,58      | 43,180     | 22,22      | 335      | 0,17     | 194,328   |       |         |
| Broome       | 28,905     | 43,04      | 37,574     | 55,94      | 85       | 0,13     | 67,163    |       |         |
| Cattaraugus  | 7,531      | 29,34      | 17,865     | 69,61      | 42       | 0,16     | 25,666    |       |         |
| Cayuga       | 9,969      | 37,37      | 16,485     | 61,79      | 49       | 0,18     | 26,680    |       |         |
| Chautauqua   | 14,923     | 34,61      | 27,904     | 64,71      | 56       | 0,13     | 43,122    |       |         |
| Chemung      | 9,184      | 33,53      | 17,956     | 65,56      | 72       | 0,26     | 27,388    |       |         |
| Chenango     | 4,977      | 29,40      | 11,843     | 69,95      | 33       | 0,19     | 16,931    |       |         |
| Clinton      | 11,548     | 42,51      | 15,289     | 56,29      | 35       | 0,13     | 27,163    |       |         |
| Columbia     | 15,613     | 53,31      | 13,438     | 45,88      | 61       | 0,21     | 29,287    |       |         |
| Cortland     | 6,801      | 41,86      | 9,287      | 57,16      | 42       | 0,26     | 16,246    |       |         |
| Delaware     | 6,326      | 34,63      | 11,836     | 64,79      | 23       | 0,13     | 18,268    |       |         |
| Dutchess     | 54,784     | 47,90      | 58,878     | 51,48      | 145      | 0,13     | 114,371   |       |         |
| Erie         | 175,870    | 52,06      | 156,982    | 46,46      | 663      | 0,20     | 337,854   |       |         |
| Essex        | 6,836      | 44,20      | 8,401      | 54,32      | 22       | 0,14     | 15,465    |       |         |
| Franklin     | 5,807      | 38,77      | 9,003      | 60,11      | 13       | 0,09     | 14,977    |       |         |
| Fulton       | 5,191      | 27,49      | 13,478     | 71,38      | 33       | 0,17     | 18,882    |       |         |
| Genesee      | 6,112      | 27,74      | 15,788     | 71,65      | 36       | 0,16     | 22,035    |       |         |
| Greene       | 7,422      | 37,41      | 12,231     | 61,65      | 21       | 0,11     | 19,838    |       |         |
| Hamilton     | 830        | 28,53      | 2,048      | 70,40      | 0        | 0,00     | 2,909     |       |         |
| Herkimer     | 5,584      | 25,39      | 16,198     | 73,65      | 32       | 0,15     | 21,994    |       |         |
| Jefferson    | 8,946      | 28,55      | 22,153     | 70,70      | 40       | 0,13     | 31,334    |       |         |
| Kings        | 378,897    | 70,78      | 151,354    | 28,28      | 901      | 0,17     | 535,281   |       |         |
| Lewis        | 1,891      | 18,45      | 8,263      | 80,62      | 7        | 0,07     | 10,249    |       |         |
| Livingston   | 7,913      | 32,88      | 15,960     | 66,33      | 46       | 0,19     | 24,063    |       |         |
| Madison      | 10,173     | 38,39      | 15,962     | 60,23      | 101      | 0,38     | 26,502    |       |         |
| Monroe       | 145,736    | 53,34      | 125,047    | 45,77      | 540      | 0,20     | 273,221   |       |         |
| Montgomery   | 4,904      | 31,13      | 10,679     | 67,79      | 36       | 0,23     | 15,753    |       |         |
| Nassau       | 231,592    | 44,54      | 285,720    | 54,95      | 456      | 0,09     | 519,951   |       |         |
| New York     | 347,601    | 81,54      | 75,066     | 17,61      | 931      | 0,22     | 426,274   |       |         |
| Niagara      | 29,126     | 38,37      | 46,111     | 60,75      | 126      | 0,17     | 75,899    |       |         |
| Oneida       | 24,857     | 33,25      | 49,273     | 65,90      | 168      | 0,22     | 74,768    |       |         |
| Onondaga     | 88,618     | 53,24      | 76,654     | 46,05      | 327      | 0,20     | 166,442   |       |         |
| Ontario      | 19,710     | 43,15      | 25,570     | 55,98      | 81       | 0,18     | 45,676    |       |         |
| Orange       | 53,792     | 43,56      | 68,803     | 55,71      | 196      | 0,16     | 123,495   |       |         |
| Orleans      | 3,242      | 23,80      | 10,270     | 75,40      | 24       | 0,18     | 13,620    |       |         |
| Oswego       | 12,750     | 32,28      | 26,485     | 67,06      | 61       | 0,15     | 39,496    |       |         |
| Otsego       | 8,540      | 39,56      | 12,874     | 59,64      | 46       | 0,21     | 21,586    |       |         |
| Putnam       | 16,405     | 39,37      | 24,896     | 59,75      | 39       | 0,09     | 41,668    |       |         |
| Queens       | 259,748    | 62,54      | 152,320    | 36,68      | 653      | 0,16     | 415,315   |       |         |
| Rensselaer   | 28,107     | 45,28      | 33,403     | 53,81      | 137      | 0,22     | 62,075    |       |         |
| Richmond     | 45,930     | 33,02      | 92,255     | 66,32      | 176      | 0,13     | 139,097   |       |         |
| Rockland     | 47,839     | 43,40      | 61,013     | 55,35      | 157      | 0,14     | 110,238   |       |         |
| Saratoga     | 47,085     | 45,75      | 55,048     | 53,49      | 184      | 0,18     | 102,915   |       |         |
| Schenectady  | 27,611     | 50,19      | 26,761     | 48,65      | 148      | 0,27     | 55,010    |       |         |
| Schoharie    | 3,807      | 30,09      | 8,742      | 69,10      | 26       | 0,21     | 12,651    |       |         |
| Schuyler     | 2,600      | 33,87      | 5,028      | 65,49      | 25       | 0,33     | 7,677     |       |         |
| Seneca       | 4,460      | 38,96      | 6,910      | 60,35      | 24       | 0,21     | 11,449    |       |         |
| St. Lawrence | 11,368     | 33,36      | 22,272     | 65,36      | 43       | 0,13     | 34,074    |       |         |
| Steuben      | 9,467      | 27,71      | 24,522     | 71,78      | 53       | 0,16     | 34,165    |       |         |
| Suffolk      | 228,532    | 41,14      | 323,960    | 58,32      | 903      | 0,16     | 555,505   |       |         |
| Sullivan     | 9,749      | 39,09      | 14,998     | 60,13      | 20       | 0,08     | 24,941    |       |         |
| Tioga        | 5,976      | 31,75      | 12,709     | 67,53      | 27       | 0,14     | 18,820    |       |         |
| Tompkins     | 24,266     | 71,64      | 9,371      | 27,66      | 73       | 0,22     | 33,874    |       |         |
| Ulster       | 44,575     | 56,62      | 33,340     | 42,35      | 139      | 0,18     | 78,727    |       |         |
| Warren       | 12,071     | 43,51      | 15,483     | 55,81      | 47       | 0,17     | 27,742    |       |         |
| Washington   | 7,450      | 35,56      | 13,334     | 63,64      | 44       | 0,21     | 20,951    |       |         |
| Wayne        | 9,816      | 30,81      | 21,859     | 68,62      | 57       | 0,18     | 31,856    |       |         |
| Westchester  | 198,061    | 60,03      | 129,939    | 39,38      | 319      | 0,10     | 329,925   |       |         |
| Wyoming      | 2,877      | 20,29      | 11,191     | 78,93      | 26       | 0,18     | 14,178    |       |         |
| Yates        | 2,901      | 34,76      | 5,362      | 64,25      | 28       | 0,34     | 8,345     |       |         |
|              |            |            |            |            |          |          |           |       |         |
| Total        | 3,034,801  | 52,43      | 2,705,908  | 46,74      | 9,664    | 0,17     | 5,750,373 |       |         |